# John A. Burns
John Anthony Burns mais conhecido como John A. Burns (30 de março de 1909 - 5 de abril de 1975) foi um político e policial americano, tendo sido o segundo governador do Havaí (1962-1974). Nascido em Fort Assinniboine, Montana, Burns mudou-se para o Havaí em 1913.